# I. e. 560
Évszázadok: i. e. 7. század – i. e. 6. század – i. e. 5. század
Évtizedek: i. e. 610-es évek – i. e. 600-as évek – i. e. 590-es évek – i. e. 580-as évek – i. e. 570-es évek – i. e. 560-as évek – i. e. 550-es évek – i. e. 540-es évek – i. e. 530-as évek – i. e. 520-as évek – i. e. 510-es évek
Évek: i. e. 565 – i. e. 564 – i. e. 563 – i. e. 562 –  i. e. 561 – i. e. 560 – i. e. 559 – i. e. 558 – i. e. 557 – i. e. 556 – i. e. 555

## Események
- Az 55. olümpiai játékok
- Szolón utazása Egyiptomban, ahol találkozik II. Jahmesz fáraóval is.
- A pénzverés hozzávetőleges kezdete Lüdiában.

## Trónra lépések
- Peiszisztratosz athéni türannosz (vagy i. e. 561-ben)
- Nergal-sar-uszur babiloni király
- Kroiszosz lüd király

## Születések
- II. Anaxandridész spártai király (hozzávetőleges dátum)

## Halálozások
- Amél-Marduk babiloni királyt sógora, Nergal-sar-uszur meggyilkoltatja